# 亠部
亠部為漢字索引的部首之一，計二畫，是康熙字典214個部首中的第8個（在二畫的中為第8個），俗稱點橫、文字頭。亠部構字時只位於上方。一字帶「亠」且無其他部首時歸為亠部。
金文同樣以之為金文字形所使用的部首，金朝編撰的《五音篇海》中對此有介紹。

## 部首單字解釋
僅作部首使用。單字無意義。

## 字形

小篆

### 部首字元及變形
- ⼇（康熙部首）：KANGXI RADICAL LID (U+2F07)

位於文字區：
- 亠：CJK UNIFIED IDEOGRAPH-4EA0

### 字体的具體差別
上面的一點，是鍋蓋的把柄部份。印刷體的“亠”的第一筆寫法因地域而異。印刷體中，中國的新字形、香港的常用字字形表、臺灣的國字標準字體上面都改用一斜點；而《康熙字典》和中國舊式印刷體、日本、韓國都是使用豎點（短小一“豎”）。傳統上手寫體一般用斜點。
| 斜點 | 豎點 |
| ---- | ---- |
| 亠   | 亠   |

注意：瀏覽器顯示文字未必正確

## 名稱
- 漢語：亠部（注音：ㄊㄡˊ ㄅㄨˋ）、文字頭
- 朝鲜語：（亥年的「亥」的頭部）
- 日語：、（けいさんかんむり/keisankanmuri。來源於鎮紙的形狀，而鎮紙又與源自于中國的「周易卜卦」中的一種算卦道具形狀類似）
- 英文：Radical Lid

## 字例
| 部首外筆畫 | 字例 -{        |
| ---------- | -------------- |
| 0          | 亠             |
| 1          | 亡             |
| 2          | 亢亣           |
| 4          | 交亥亦产㐪㐫   |
| 5          | 亨亩亪㐬       |
| 6          | 享京㐭𠅍𠅎𠅐𠅒 |
| 7          | 亭亮亯亰亱亲   |
| 8          | 亳𠅜𠅘         |
| 9          | 𠅤             |
| 10         | 亴亵           |
| 11         | 亶亷㐮𠅻𠅼𠅳   |
| 14         | 亸𠆍           |
| 15         | 㐯             |
| 19         | 亹 }-          |